# شاهزاده مراد (ابن أحمد بن بايزيد الثاني)
شاهزاده مراد (من مواليد سنة 1495م ب أماسيا - و توفي سنة 1519م ب كاشان أو اصفهان) -Şehzade Murad- أمير عثماني و هو ابن الأمير أحمد بن السلطان بايزيد الثاني بن محمد الأول جلبي بن بايزيد الأول بن مراد الأول بن أورخان غازي بن عثمان بن أرطغرل.[بحاجة لمصدر]

## أبوه الأمير أحمد
كان أبوه الابن الأكبر للسلطان بايزيد الثاني، و كانت أمه تدعى بلبل خاتون. في التقاليد العثمانية يجب علي الأمراء بأن يتولوا حكم أقاليم الأناضول كجزء من التدريبات على الحكم. فكان أحمد واليا على أماسيا و التي تعتبر مدينة أناضولية مهمة. لكن بالرغم من أن أحمد لم يتم تنصيبه رسمياً كولي للعهد فقد كان الأوفر حظا لخلافة أبيه من بين أشقائه. حيث أن فرصته كانت كبيرة لاعتلاء سدة الحكم بسبب كبر سن أبيه و دعم الصدر الأعظم علي باشا الخادم.